# Isa Mughanna
 (mai 2024).
La mise en forme du texte ne suit pas les recommandations de Wikipédia : il faut le « wikifier ».
Les points d'amélioration suivants sont les cas les plus fréquents :
- Les titres sont pré-formatés par le logiciel. Ils ne sont ni en capitales, ni en gras.
- Le texte ne doit pas être écrit en capitales (les noms de famille non plus), ni en gras, ni en italique, ni en « petit »…
- Le gras n'est utilisé que pour surligner le titre de l'article dans l'introduction, une seule fois.
- L'italique est rarement utilisé : mots en langue étrangère, titres d'œuvres, noms de bateaux, etc.
- Les citations ne sont pas en italique mais en corps de texte normal. Elles sont entourées par des guillemets français : « et ».
- Les listes à puces sont à éviter, des paragraphes rédigés étant largement préférés. Les tableaux sont à réserver à la présentation de données structurées (résultats, etc.).
- Les appels de note de bas de page (petits chiffres en exposant, introduits par l'outil «  Source ») sont à placer entre la fin de phrase et le point final[comme ça].
- Les liens internes (vers d'autres articles de Wikipédia) sont à choisir avec parcimonie. Créez des liens vers des articles approfondissant le sujet. Les termes génériques sans rapport avec le sujet sont à éviter, ainsi que les répétitions de liens vers un même terme.
- Les liens externes sont à placer uniquement dans une section « Liens externes », à la fin de l'article. Ces liens sont à choisir avec parcimonie suivant les règles définies. Si un lien sert de source à l'article, son insertion dans le texte est à faire par les notes de bas de page.
- La présentation des références doit suivre les conventions bibliographiques. Il est recommandé d'utiliser les modèles {{Ouvrage}}, {{Chapitre}}, {{Article}}, {{Lien web}} et/ou {{Bibliographie}}. Le mode d'édition visuel peut mettre en forme automatiquement les références.
- Insérer une infobox (cadre d'informations à droite) n'est pas obligatoire pour parachever la mise en page.

Pour une aide détaillée, merci de consulter Aide:Wikification.
Si vous pensez que ces points ont été résolus, vous pouvez retirer ce bandeau et améliorer la mise en forme d'un autre article.
Isa Mughanna (nom complet : Isa Mustafa oglu Huseynov ; né le 12 juin 1928 à Mughanli, district de Gazakh, en Azerbaïdjan et mort le 1er avril 2014 à Bakou) est un écrivain, scénariste  azerbaïdjanais, Artiste émérite de la RSS d'Azerbaïdjan (1976), Écrivain du peuple de la RSS d'Azerbaïdjan (1988).

## Biographie
Après avoir obtenu son diplôme d'études secondaires, Isa Huseynov  entre à l'Université de médecine Nariman Narimanov (1945), mais revient au village dans 4 mois. Plus tard, il entre à la Faculté de philologie de l’Université d’État d’Azerbaïdjan. En 1952, il est diplômé de l'Institut de littérature du nom de M. Gorki à Moscou.

## Carrière littéraire
Isa Mughanna, qui commence son activité littéraire en 1948, publie son premier écrit Là où la langue maternelle est lue en 1949 dans le journal Inqilab ve Kultur. Ses livres sont publiés depuis les années 1950. 
- 1952-1954, rédacteur du département littéraire d'Azerbaïdjan
- 1960-1964, rédacteur en chef du département de prose du journal Azerbaïdjan littéraire
- 1964-1968, rédacteur en chef au studio de cinéma Azerbaïdjanfilm du nom Djafar Djabbarli
- 1968-1974, rédacteur
- 1974-1979, membre du comité de rédaction
- en 1979 I. Mughanna devient rédacteur en chef au Comité national de la cinématographie de la RSS d'Azerbaïdjan.

## Filmographie
Des films basés sur ses scénarios (26 commissaires de Bakou, Nasimi, Les étoiles ne se fanent pas, Le son de la flûte, Nizami, etc.) sont réalisés et ses œuvres sont traduites en langues étrangères. Le film 26 commissaires de Bakou reçoit le prix du meilleur film historique-révolutionnaire du Festival pansoviétique de Leningrad en 1968. 
Le 31 mai 2018, le Président de l'Azerbaïdjan signe un décret sur la célébration du 90e anniversaire d'Isa Mughanna.

## Prix
- Titre honorifique d'Artiste émérite de la RSS d'Azerbaïdjan — 23 décembre 1976
- Diplôme et prix de l'Union kirghize des écrivains — 1976
- Ordre "Insigne d'honneur" — 1978
- Titre honorifique d'Écrivain populaire de la RSS d'Azerbaïdjan - 23 juin 1988
- Ordre de "l'Indépendance" - 11 juin 1998
- Bourse individuelle du Président de la République d'Azerbaïdjan — 11 juin 2002[4]
- Prix Nasimi — 2012